# Vogelschutzwarte Nordrhein-Westfalen
Die Vogelschutzwarte Nordrhein-Westfalen ist eine staatliche Einrichtung des Vogelschutzes, sie ist Vogelwarte für das Bundesland. Sie ist als Fachbereich 24 dem LANUV Landesamt für Natur, Umwelt und Verbraucherschutz Nordrhein-Westfalen angegliedert und hat ihren Sitz im Sitz dieser Fachbehörde in der Stadt Recklinghausen. Die Vogelschutzwarte hat drei Mitarbeiter, Leiter ist Peter Herkenrath.

## Geschichte
Der Ornithologe und einer der Begründer des Vogelschutzes in Deutschland Hans Freiherr von Berlepsch plante Ende der 1920er Jahre, seine Vogelschutzwarte Seebach von Seebach in Thüringen nach Altenhundem im Sauerland (heute ein Stadtteil von Lennestadt) zu verlegen. Zu seiner Unterstützung kaufte der Staat dort ein Grundstück an. Nachdem sich diese Pläne zerschlagen hatten, wurde dort 1936 die „Vogelschutzwarte Altenhundem“ eingerichtet, zu deren Leiter der Oberlandwirtschaftsrat Heinrich Gasow (1899–1995) bestimmt wurde. In die Vogelschutzwarte wurde die Vogelschutzstation des Landwirtschaftsamts Münster und im Jahr 1939 die 1920 begründete private Vogelschutzstation Essen zur „Vogelschutzwarte Essen-Altenhundem“ eingegliedert. Rechtsform war diejenige eines eingetragenen Vereins, der über öffentliche Mittel finanziert wurde. Sitz der Vogelschutzwarte wurde Essen.
Die Institution wurde im neu begründeten Bundesland Nordrhein-Westfalen als „Nordrhein-Westfälische Vogelschutzwarte Essen-Altenhunden - Institut für angewandte Vogelkunde“ (1952) fortgeführt. Neuer Leiter wurde 1964 Wilfried Przygodda. 1965 wurde die Einrichtung in die Trägerschaft des Landes und 1975, bei deren Gründung, in die neu gegründete Landesanstalt für Ökologie, Landschaftsentwicklung und Forstplanung, die Vorläuferinstitution der heutigen LANUV, übernommen. 1978 wurde Theodor Mebs neuer Leiter unter dessen Leitung die Vogelschutzwarte von Essen nach Recklinghausen, an den Sitz der LÖBF, umzog. Heute ist die Vogelschutzwarte Teil des Fachbereichs 24 (Artenschutz, Vogelschutzwarte) der LANUV. Leiter waren nacheinander Bernd Conrad, Joachim Weiß, Peter Herkenrath und bis heute (Stand: 2024) Christoph Grüneberg.

## Aufgaben
In den ersten Jahren ihres Bestehens sollte die Vogelschutzwarte vor allem nützliche Vögel, als Beitrag zur Schädlingsbekämpfung, fördern. Dazu wurden etwa Nistkästen angebracht; gleichzeitig wurden als schädlich angesehene Vögel wie Sperlinge bekämpft. In der Nachkriegszeit wandelte sich das Aufgabenspektrum, den veränderten gesellschaftlichen Bedingungen folgend, nach und nach zur Förderung von Schutzmaßnahmen für seltene und gefährdete Vogelarten, dazu wurden auch angewandte Forschungen betrieben. Auf lokaler Ebene wurden „Kreisvertrauensleute für Vogelschutz“ aus dem ehrenamtlichen Naturschutz bestimmt, mit denen die Vogelschutzwarte zusammenarbeitete. Seit der Gründung der Biologischen Stationen haben diese die meisten von deren Aufgaben übernommen.
Mit der Rechtskraft der Vogelschutzrichtlinie der EU (1979) wurde die Betreuung der landesweiten Vogelschutzgebiete zur wesentlichen Aufgabe. Weitere Aufgaben sind, gemeinsam mit ehrenamtlichen Vogelschützern, die Beobachtung (Monitoring) der landesweiten Vogelbestände, deren Daten zur Aufstellung der Roten Liste und für Stellungnahmen im Zusammenhang mit Planungen und Eingriffen dienen. Mit den Vogelschutzwarten der anderen Bundesländer arbeitet sie in der Länderarbeitsgemeinschaft der Vogelschutzwarten zusammen. Seit 2015 führt sie außerdem die Falknerprüfung durch.